# 福祉用具の研究開発及び普及の促進に関する法律
福祉用具の研究開発及び普及の促進に関する法律（ふくしようぐのけんきゅうかいはつおよびふきゅうのそくしんにかんするほうりつ、平成5年5月6日法律第38号）は、心身の機能が低下し日常生活を営むのに支障のある老人および心身障害者の自立の促進ならびにこれらの者の介護を行う者の負担の軽減を図るため、福祉用具の研究開発および普及を促進し、もってこれらの者の福祉の増進に寄与し、あわせて産業技術の向上に資すること（第1条）に関する法律である。
法令番号は平成5年法律第38号、1993年（平成5年）5月6日に公布された。

## 福祉用具の定義
第2条　この法律において「福祉用具」とは、心身の機能が低下し日常生活を営むのに支障のある老人（以下単に「老人」という。）又は心身障害者の日常生活上の便宜を図るための用具及びこれらの者の機能訓練のための用具並びに補装具をいう。